# Correbia colombiana
Correbia colombiana là một loài bướm đêm thuộc phân họ Arctiinae, họ Erebidae.